# 慎結
慎 結（しん ゆい、6月14日 - ）は、日本の漫画家。東京都出身・在住。血液型はA型。

## 来歴・人物
第12回「メロディまんがチャレンジ！銅賞」を受賞した『花の家』が2003年、「ザLaLaメロディ：LaLa 5月臨時増刊」（白泉社）に掲載されてデビュー。
しばらくは白泉社の『メロディ』で活動し、2003年9月号から2005年4月号まで連載の近未来の東京で精巧に製作された開発中の子供型介護ロボットA-3と疑似親子として暮らす20歳の青年・遠野ハルナを主人公にした『パパと歩こう』、2005年6月号から2008年8月号まで連載の幽霊が見える特殊能力を持つ16歳の女子高生・えまと美形な青年・佐伯蓮一が働く『GHOST ONLY 〜幽霊専用レストラン〜』などファンタジー作品を描き、2004年11月および2006年7月に単行本が各1冊ずつ刊行されるも、未収録となっていた2作品の続きは10年後の2018年8月に白泉社より「電子版のみ」の単行本として配信であった。
また、同社の電子配信マンガ誌「Love Silky」に『仮面を取って見せなさい』・『無能とミューズ』など若い男女の恋愛作品も創作したが、同時期に活動の場所を他社にも広げている。
『発熱』で第2回「百合姫コミック大賞紫水晶賞」を受賞し、2010年ごろから2014年7月号までは携帯配信や「コミック百合姫」（一迅社）などで定期的に読切作品を執筆し、『ガールズ・シンドローム』ほか短編集の単行本が計4冊刊行される。
百合姫レーベルの初単行本『ROSE MEETS ROSE』のあとがきによると「ふわふわでキラキラの可愛い女の子を描きたい」との想いで飛び込んだ世界とのこと。

「BE・LOVE」（講談社）にて、幸野市役所の新人納税課職員・百目鬼華子（どうめき・はなこ）が主人公として奮闘する『ゼイチョー!〜納税課第三収納係〜』は、2016年4号から2017年6号までおよそ1年ほど連載し単行本全4巻で完結していたが、
2023年10月からのテレビドラマ放送化に伴って「特別番外編」を短期集中連載した。
なお、同年8月ドラマ化発表時の作者コメント及び連載誌2024年1月号のドラマ撮影現場ルポ3p漫画にて、漫画家の活動と並行してヒロイン華子と同様に22歳の頃に市役所の非正規職員となって働いていた当時の経験を元に創作したと語っている。
2018年4月6日創刊、講談社の月刊・電子配信マンガ誌「comic tint」Vol.1 - 2で『偽りのハニー』を掲載。
単行本第2巻のカバー折り返しmessage欄で「本作で必ず取り上げたかった『未成年の妊娠出産』・『性被害による妊娠出産』が同じ巻に収録されて感慨深い」と読者に伝える作者が「特別養子縁組」をテーマに、主人公の若手ケースワーカー・須田ひよりの成長を描き、現代の様々な家族の形を問いかける『かぞくを編む』は、引き続き「BE・LOVE」で2018年22号から2019年11月号連載、全3巻で完結。
2021年5月より2022年にかけては、KADOKAWAが2018年に創刊した大人の女性向けWeb配信マンガ誌「COMIC BRIDGE」にて、発達障害の年下男性23歳アキラと服飾デザイナーで仕事一筋のアラサー女性・本間サキが「生きづらさ」を抱えながら出会って恋に落ちて… ジェンダーや発達障害という社会問題に初めて取り組んだ作品『私たちは凸凹している』を連載。作者自身も「障害を抱えている」と作品PR記事で打ち明け、自らの力不足を不安に思いつつ真摯に紡いだ物語は、単行本全2巻で完結。
働く社会人女性が活躍する作品が続いた後の連載は全く傾向の違うもので、予兆は蝉の声が聞こえない奇妙な夏─親友同士の清水優七と鈴木愛莉、少女2人を始めとして進路に悩む光山高校の3年生をメインキャラに据えた群像劇。人間を喰う樹木に教師や同級生が次々と侵食され極限状態に陥るパニックホラーの『残蝕街区（ざんしょくがいく）』を2022年8月より2023年9月まで「COMIC BRIDGE」で1年強描き、単行本2巻で完結扱いとなった。しかし物語は主人公たちの今後・樹木の侵食開始の理由・報道規制を徹底し「光山市」の状況を国民に秘匿する政府の対応など、複数の謎が解明されぬままの終焉であった。
2025年5月、新作のファンタジー復讐譚『幻炎の城のナビン』を女性マンガアプリ『Palcy』（講談社）にて連載として配信開始。

## 作品リスト
白泉社作品の初出情報は、「コミックホームズ(Comic Holmes)：白泉社系少女漫画DB」を拝借。
『』内作品タイトル末尾の［電］は、電子配信のみで紙版単行本が出版されていない作品を示す。

### 白泉社
- 『パパと歩こう』 〈花とゆめCOMICS〉、全2巻（「メロディ」2003年9月号 - 2005年8月号）
  1. 『パパと歩こう』（第1刷）、2004年11月10日、全190頁。ISBN 4-592-18816-0。[注 15]
  2. 『パパと歩こう［電］』 2巻、2018年8月1日、全135頁。2024年2月12日閲覧。
- 『GHOST ONLY 〜幽霊専用レストラン〜』 〈花とゆめCOMICS〉、全2巻（「メロディ」2005年6月号 - 2008年8月号）
  1. 『GHOST ONLY』（第1刷）、2006年7月10日、全190頁。ISBN 4-592-18845-4。[注 16]
  2. 『GHOST ONLY』 2巻、2018年8月1日、全149頁。2024年2月12日閲覧。
- 『花色中毒〜慎結短編集〜［電］』〈花とゆめCOMICS〉2018年8月1日、全155頁。2024年2月12日閲覧。
  -     - 花色中毒 （未発表作の初収録[26]）
    - 花の家 （「ザLaLaメロディ」LaLa 2003年5月臨時増刊）《デビュー作》
    - 月下夜語 ーげっかよがたりー （「メロディ」2003年11月号）
    - 仕立て屋シニカミ （「メロディ」2008年2月号）
    - 仔猫育て （「メロディ」2008年4月号）
    - 君を想ふ （「メロディ」2008年10月号）
    - おばあちゃんの椅子 （「メロディ」2009年2月号）
    - SNOW DROPS 「メロディ」2010年2月号）

#### ＜単行本未収録・電子配信のみ＞
- 「仮面を取って見せなさい」『Love Silky』第29巻、白泉社、2015年5月1日、44頁、2024年2月12日閲覧。
- 『無能とミューズ』シリーズ、全3話
  1. 「無能とミューズ：story01」『Love Silky』第71巻、2018年11月1日、44頁、2024年2月12日閲覧。
  2. 「無能とミューズ：story02」『Love Silky』第87巻、2020年3月1日、38頁、2024年2月12日閲覧。
  3. 「無能とミューズ：story03」『Love Silky』第88巻、2020年4月1日、45頁、2024年2月12日閲覧。

### 講談社
- 「jumping family」『BE・LOVE 2017年20号』第38巻第20号、2017年10月15日、317-344頁、ASIN B075YNR92D、2024年2月12日閲覧。《単行本未収録》
- 『ゼイチョー!〜納税課第三収納係〜』〈KC DX〉、特別番外編含め：全5巻（「BE・LOVE」2016年4号 - 2017年6号、および2023年特別番外編）

- 『偽りのハニー』、全2話《単行本未収録》
  1. 「偽りのハニー：1」『comic tint』第1巻、2018年4月1日、42頁。
  2. 「偽りのハニー：2」『comic tint』第2巻、2018年5月1日、40頁。
- 『かぞくを編む』〈BE LOVE KC〉、全3巻（「BE・LOVE」2018年15・16号前後編および2018年22号 - 2019年11月号連載）

### KADOKAWA〈BRIDGE COMICS〉
- 『私たちは凸凹している = We have unevenness』、全2巻（「COMIC BRIDGE」2021年5月19日 - 2022年1月12日配信分）
  1. 2021年9月8日発行、ISBN 978-4-04-680461-7
  2. 2022年2月8日発行、ISBN 978-4-04-681015-1
- 『残蝕街区』、全2巻（「COMIC BRIDGE」2022年8月10日 - 同年11月30日・2023年2月22日 - 同年9月6日配信分）
  1. 2022年12月8日発行、ISBN 978-4-04-681866-9
  2. 2023年10月6日発行、ISBN 978-4-04-682424-0

### その他・単行本未収録作品
＜芳文社＞
- 幽霊だから!! （『まんがタイムラブリー』2011年3月号 - 7月号[注 17][28]）
- しずかにしてください （『まんがタイムファミリー』2012年1月号 - 6月号[注 18]）

＜少年画報社＞
以下は紙雑誌掲載のみ。ISBN付きのものは「廉価コンビニコミックス」として刊行されたアンソロジー本だが、「ねこぱんち」には雑誌として統一登録の全国書誌番号:01029455もある。
- 「妖怪 白無垢 ー九十九堂奇譚ー」『妖怪奇聞：異譚：決定版！』2015年7月13日、255-266頁、ISBN 978-4-78595574-8、全国書誌番号:22598687。
- 寅オカン(投稿)・慎結(画)「寅次郎と私（読者投稿）」『月刊ねこぱんち 夏草号（通巻107号）』2015年7月27日、121-142頁、ISBN 978-4-78595587-8。
- 「にゃんLDK：Cat＋Living＋Dining＋Kitchen」『ゆるゆるねこぱんち 2015年9月号（通巻15号）』第3巻第5号、2015年8月1日、51-66頁、ASIN B0108NZTQI、全国書誌番号:01033706。
- 「ー九十九堂奇譚ー」『世にも奇妙なねこぱんち：2015』2015年9月7日、99-130頁、ISBN 978-4-78595612-7。（猫デザインの透明ボトル[ガート]と少女の話）
- 「風の猫」『月刊ねこぱんち 冬物語号（通巻110号）』2015年11月2日、85-92頁、ISBN 978-4-78595640-0。（品格ある黒猫と仔猫に懐かれ守った話）
- 「聖夜の猫 ー九十九堂奇譚ー」『ゆるゆるねこぱんち 2016年1月号（通巻17号）』第4巻第1号、2015年12月2日、31-46頁、ASIN B0170CM8KU。
- 「風の猫」『月刊ねこぱんち 寒椿号（通巻112号）』2015年12月28日、43-50頁、ISBN 978-4-78595681-3。（誇り高い黒猫と釣りをする青年の話）
- 「ー九十九堂奇譚ー」『或夜の奇妙な出来事：変』2016年2月8日、179-194頁、ISBN 978-4-78595710-0、全国書誌番号:22686814。（口紅と読者モデルの少女の話）
- 「ノラ猫王子様」『ねこぱんち ’17旅行号（通巻128号）』2017年4月24日、243-258頁、ISBN 978-4-78595989-0。

### 一迅社〈百合姫コミックス〉
- 慎結「発熱」『百合姫Selection Vol.3』、一迅社、35-58頁、2010年7月1日。ISBN 978-4-75807089-8。《単行本未収録》第2回「百合姫コミック大賞紫水晶賞」受賞作。
- 『ROSE MEETS ROSE』 全1巻、2010年8月1日発行、ISBN 978-4-75807098-0。短編4作収録：「携帯コミック用に描下ろし」。
  -     - 花と手錠と （36頁）
    - 声のない歌 （32頁）
    - バラ色の人魚 （32頁）
    - DoRoTHY （36頁）
    - ごあいさつ（あとがき1頁）
- 『ミズイロ、ソライロ』 全1巻、2012年9月1日発行、ISBN 978-4-75807208-3。短編7作収録：描き下ろし作品を除き、「コミック百合姫」2011年5月号・2012年1 - 9月号初出。
  -     - ミズイロ、ソライロ （2012年3月号：12頁）
    - glass rose （2012年1月号：24頁）
    - Niñas ーわたしとあなたー（2012年7月号：16頁）
    - rose letter （2011年5月号：16頁）
    - sunny rose （2012年9月号：16頁）
    - 神様を待ってる （2012年5月号：20頁）
    - わがままな人形 （描き下ろし：22頁）
    - あとがき（描き下ろし漫画：3頁）
- 『星降り坂一丁目三番地』 全1巻、2013年9月1日発行、ISBN 978-4-75807274-8。短編7作収録：描き下ろし作品を除き、「コミック百合姫」2012年11月号・2013年1 - 9月号初出。
  -     - サクラフル （2013年5月号：24頁）
    - 心、咲ク季節 （2013年1月号：16頁[注 19]）
    - ジュリエット×２ （2013年3月号：24頁）
    - ショコラと （2012年11月号：16頁）
    - my sweet clover （2013年7月号：24頁）
    - my sweet clover 2pieces （2013年9月号：24頁）
    - 星をあげよう （描き下ろし：8頁）
    - 星降り坂番外地（イラスト付きあとがき1頁）
- 『ガールズ・シンドローム』 全1巻、2014年7月1日発行、ISBN 978-4-75807320-2。短編6作収録：描き下ろし作品を除き、「コミック百合姫」2013年11月号・2014年1 - 7月号初出。
  -     - ストレンジ・フレーバー （2014年7月号：24頁）
    - 解ケヌ鎖 （2014年3月号：24頁）
    - ネムレルモリ （2014年1月号：24頁）
    - Dear… （2014年5月号：24頁）
    - 箱の中の姫君 （2013年11月号：24頁）
    - 夏の終わりに （新作描きおろし：12頁）
    - あとがき （1頁）